# Acronia dinagatensis
Acronia dinagatensis är en skalbaggsart som beskrevs av Hüdepohl 1995. Acronia dinagatensis ingår i släktet Acronia och familjen långhorningar.
Artens utbredningsområde är Filippinerna. Inga underarter finns listade i Catalogue of Life.